# Dendrobrachypus pusillus
Dendrobrachypus pusillus är en mångfotingart som beskrevs av Karl Wilhelm Verhoeff 1941. Dendrobrachypus pusillus ingår i släktet Dendrobrachypus och familjen Fuhrmannodesmidae. Inga underarter finns listade i Catalogue of Life.